# Belgische Revolutie
De Belgische Revolutie, Belgische Omwenteling of Belgische Opstand is de gewapende opstand in 1830 tegen koning Willem I der Nederlanden die tot afscheiding van de zuidelijke provincies leidde en tot de onafhankelijkheid van België. Na de Franse Revolutie en de val van Napoleon hadden toenmalige grootmachten zoals de Duitse staten en het Verenigd Koninkrijk een bufferzone gecreëerd door de Belgische gebieden toe te wijzen aan het nieuwe Nederlandse koninkrijk. Dit was gebeurd zonder binnenlandse inspraak.

## Naam
Na eeuwenlang goeddeels in onbruik te zijn geweest, duikt eind achttiende eeuw de oude, historische benaming 'Belgen' (door Julius Caesar gebruikt) opnieuw op: de Verenigde Nederlandse Staten, die worden uitgeroepen na de Brabantse Omwenteling, worden in het Frans les États belgiques unis genoemd. Ook in de napoleontische tijd werd het woord België gebruikt, nu om het gebied van de Zuidelijke Nederlanden aan te duiden, waar de bevolking katholiek was en Frans, Waals of een Nederlands dialect sprak. 
In 1830 scheidden de Belgen zich af van het Verenigd Koninkrijk der Nederlanden om een nieuwe, onafhankelijke staat te gaan vormen, die dan de naam 'België' kreeg.

## Europese crisis
De crisis in het Verenigd Koninkrijk der Nederlanden kaderde in de Europese weerstand tegen de autoritaire restauratieregimes van na het Congres van Wenen in 1815. Na de Julirevolutie van 1830 in Frankrijk kwamen de Polen in opstand tegen de Russen, de Italianen tegen de Oostenrijkers en de Ieren tegen de Engelsen (de Tithe War van 1831 tot 1836).

## Willem I
Willem I had, zoals alle Europese leiders van na 1815, een autoritaire regeerstijl. Zo voortvarend als hij de economie stimuleerde, zo conservatief was zijn politiek. De economie stimuleerde hij met de oprichting van de Generale Maatschappij, die de ontluikende industriële revolutie in de Zuidelijke Nederlanden ondersteunde. Zijn conservatieve politiek bleek uit de ondervertegenwoordiging van Zuid-Nederlanders in het bestuur en de legerleiding, hoewel ze een groter deel van de bevolking en het leger uitmaakten. De gehate landelijke belastingen en dienstplicht, ingevoerd door de Fransen, bleef hij behouden. 
Het zogenaamde Taalbesluit, dat in 1823 het Nederlands langzamerhand als ambtstaal in de provincies West-Vlaanderen, Oost-Vlaanderen, Antwerpen en Limburg invoerde, zorgde voor enige weerstand in het zuiden, waar Wallonië, de kerkelijke leiders, de adel en de bourgeoisie in Vlaanderen Frans spraken. De katholieken – de meerderheid van de bevolking – eisten enerzijds vrijheid van onderwijs en godsdienst, terwijl de nieuw-liberalen anderzijds bezwaren hadden tegen de repressieve regeerstijl van Willem I.
Dit leidde tot het unionisme en toen dit samengaan, geleid door jonge intellectuelen, aan kracht won, werd de afscheiding een serieus alternatief. In 1829 verhevigde de oppositie van de Zuid-Nederlandse parlementsleden in de Staten-Generaal. Vooral het Franstalige deel van de burgerij uitte zijn ongenoegen met 'patriottische banketten' en 'petities' naar Den Haag. Het strafrechtelijk beteugelen van de oppositie maakte dat 'martelaars' zoals Louis de Potter nationale bekendheid kregen en in sommige kringen tot het heldendom opklommen.

## Portici
Een opvoering van de opera De Stomme van Portici (La Muette de Portici) van Daniel Auber op 25 augustus 1830 in Brussel was de aanleiding tot georganiseerde rellen van Fransgezinde separatisten en volksrumoer, die door de burgerij met een inderhaast gevormde burgerwacht in bedwang werd gehouden. Het Voorlopig Bewind van de Zuidelijke Nederlanden riep op 4 oktober 1830 de onafhankelijkheid uit. Het regeringsleger reageerde op de kleine troepenmacht die de nieuwe Belgen in Brussel verzamelden, maar was niet voorbereid op een guerrillaoorlog in de middeleeuwse stadsstraten. Na gevechten her en der geraakte het grotendeels Franstalige leger in ontbinding en werd het uit de zuidelijke provincies verdreven als het niet overliep naar de Belgische zijde. Een Nationaal Congres werd verkozen, een staatsvorm – de constitutionele monarchie – werd gekozen, een naar de normen van de tijd liberale grondwet werd uitgevaardigd en een koning werd gekozen die aan de mogendheden vertrouwen kon geven.

## Aanloop

De Verenigde Provinciën en de Zuidelijke Nederlanden waren in 1815 samengevoegd tot het Verenigd Koninkrijk der Nederlanden onder koning Willem I, met het groothertogdom Luxemburg in personele unie

De Verenigde Provinciën in het Noorden en de Koninklijke of Spaanse Nederlanden, later Oostenrijkse Nederlanden of ook nog Zuidelijke Nederlanden in het Zuiden hadden sinds 1579 elk hun eigen ontwikkeling doorgemaakt. Vanaf 1810 hadden beide deel uitgemaakt van het Franse Keizerrijk onder Napoleon Bonaparte, totdat vanaf 1813 de Franse troepen zich terug begonnen te trekken.
In 1790 hadden enkele Belgische gewesten kortstondig de Verenigde Nederlandse Staten uitgeroepen, uit ontevredenheid over het beleid van de Oostenrijkse Keizer Joseph II. Omdat een Oostenrijkse inval dreigde heeft het bestuur nog onderhandeld met de Nederlandse Republiek om zich daarbij aan te sluiten. Echter werden de Belgische legers door Oostenrijkse troepen verslagen en kwam aan de Verenigde Nederlandse Staten in december 1790 een einde. In 1795 werden de Zuidelijke Nederlanden veroverd door Frankrijk en ingelijfd. Gedurende de Franse tijd had bij de Belgen een streven naar autonomie vrijwel volledig ontbroken, maar na de terugtrekking van de Fransen kwam dit idee wederom op; er was niet veel animo voor een vereniging met het Noorden, en ook aansluiting bij Frankrijk was weinig populair, terwijl Oostenrijk de oude erflanden niet terug wilde. Het was de internationale druk en het streven van Willem I die leidden tot de vereniging van Noord en Zuid.
Nog vóór de veldslag in Waterloo in 1815 had Groot-Brittannië, dat de eigen veiligheid gewaarborgd wist door een machtsevenwicht op het Europese vasteland, de andere grootmachten Oostenrijk, Pruisen en Rusland ervan kunnen overtuigen de Nederlanden weer samen te voegen om aldus een dam op te werpen tegen Frankrijk en de Duitse Bond. Op 9 maart 1814, in het Verdrag van Chaumont, werd bepaald dat Nederland een onafhankelijke staat zou worden, met een verder uit te breiden grondgebied. Vervolgens werd met de Acht Artikelen van Londen besloten tot de vereniging van Noord- en Zuid-Nederland. Dit werd bevestigd op het Congres van Wenen (september 1814 – juni 1815). Op 16 maart 1815 stelde Willem I zichzelf aan tot koning van het Verenigd Koninkrijk der Nederlanden (Royaume Uni des Pays-Bas of Royaume Uni des Belgiques). In het zuiden was er aanvankelijk sprake van aarzeling, maar de Honderd Dagen van Napoleon trokken de Belgen over de streep om zich aan te sluiten bij het Verenigd Koninkrijk, hoewel dit niet door iedereen met gejuich werd begroet. Belgische adellijke families waren verdeeld over de steun aan Frankrijk of aan Nederland; tijdens de slag stonden officieren uit dezelfde familie tegenover elkaar. Een Belgische commandant weigerde zich tijdens en na de slag onder Nederlands bevel te laten plaatsen. Toch berichtten kranten over het enthousiasme onder de Belgische troepen.

## Beleid
De beide landsdelen hadden maar weinig gemeen, zeker wat het Franstalige gebied en de elite in het zuiden betrof. De culturele verschillen tussen het Noorden en het Zuiden waren steeds groter geworden sinds de scheiding in de zestiende eeuw. Het zuiden was katholiek en Franstalig gedomineerd, het noorden Nederlandstalig en protestants gedomineerd. De verschillen mogen echter ook niet overdreven worden, zeker wat betreft Vlaanderen. Zowel in het Noorden als het Zuiden was zowel de landbouw als de handel dominant en beide gebieden waren Nederlandstalig. Ondanks de dominantie van de protestante provincie Holland, was een bijna even grote groep katholiek in het noorden. Willem I was in dit opzicht gewend om te heersen over verschillende religies. In de eerste jaren werd nog gevreesd voor het uiteenvallen van de nieuwe staat. Men wilde erkenning van het katholieke karakter van het Zuiden en ook de verplichting mee te moeten betalen aan de enorme staatsschuld van het Noorden wekte weerstand op. Het Zuiden had een schuld van slechts 26 miljoen gulden, terwijl dit voor het Noorden 1726,5 miljoen gulden was, voor een derde rentegevend. Deze lage schuld van het Zuiden was mede het gevolg van de overheersing door vreemde mogendheden in het verleden, die de schulden in de eigen begroting dienden op te nemen.
Er waren nog verschillende andere vlakken waarop de Zuid-Nederlandse gewesten zich achtergesteld voelden. De Tweede Kamer bestond uit 110 leden: 55 voor de Zuidelijke Nederlanden met 3,5 miljoen inwoners en evenveel voor de Noordelijke provincies met 2 miljoen inwoners. De meeste staatsinstellingen waren in het Noorden gevestigd, terwijl de staatsambten ongelijk verdeeld waren: slechts één minister op vier kwam uit de Zuidelijke provinciën. Dit was niet helemaal een bewuste discriminatie, maar was gedeeltelijk te wijten aan de opstelling van de katholieke bisschoppen die hun gelovigen op straffe van excommunicatie verboden hadden om een overheidsbetrekking aan te nemen. Dit heeft vermoedelijk veel te maken gehad met de angst voor protestante dominantie en de Franstalige gerichtheid van de katholieke leiders. De richtlijn dateerde reeds van 1815 en werd uitgevaardigd door de Gentse bisschop van Franse afkomst Maurice de Broglie. Hierdoor kreeg het nieuwe bewind niet de kans om zijn godsdienstige tolerantie ten opzichte van de katholieken te tonen. Willem I wilde nochtans de grondwet aanpassen, zodat zijn opvolger katholiek kon zijn. In 1817 versoepelde aartsbisschop De Méan de houding van de Kerk en kon men voortaan, onder een bepaald voorbehoud, de eed afleggen en overheidsfuncties aanvaarden. Dit veranderde nochtans weinig aan de top, die een protestantse en Nederlandstalige dominantie afwees.
Het contingent, opgelegd aan de Zuidelijke Nederlanden bij de rekrutering van dienstplichtigen voor het leger, was onevenredig groot. Het Belgische aandeel in het officierenkorps was echter beperkt: slechts één officier op zes kwam uit de zuidelijke provinciën en dan nog vooral in de lagere rangen en bij de infanterie en de cavalerie. Het aantal officieren uit het Zuiden was echter minimaal bij de artillerie en de genie, waarvoor een gespecialiseerde opleiding nodig was. Aldus werd een meerderheid van de soldaten uit het Zuiden bevolen door officieren uit het Noorden. Het niet invoeren van de persvrijheid en van de vrijheid van vereniging (handhaven van de Wet le Chapelier) werd door de intellectuelen als een bijkomend middel tot controle uit het Noorden ervaren. Deze situatie kan verklaard worden door de sterke tegenwerking vanuit de Franstalige elite. Het dominante Franstalige officieren korps was een onberekenbare factor in het streven naar eenheid en stabiliteit.
In 1825 leek de staat dan echter toch gevestigd. De gevolgde politiek wist dit in de jaren daarna echter weer ongedaan te maken. Vanaf 1828 uitte dit zich in een diepe gezagscrisis, al leek dit aanvankelijk nog niet noodzakelijk te leiden tot het uiteenvallen van de staat.

### Grondwet
De voorgestelde grondwet stuitte op veel tegenstand in het zuiden en werd met 796 tegenstemmen, 281 afwezigen op de totaal 1604 stemmen van de Belgische notabelen, verworpen. Willem I vond een interpretatie die men de 'telling op zijn Hollands' noemde: van de 796 nee-stemmen trok hij de 126 af die uitdrukkelijk de godsdienstkwestie als hun motief hadden vermeld. Hij voegde die 126 alsook de 281 afwezigen bij de 527 ja-stemmen, zodat de uitslag 934 ja tegen 670 neen werd.
Dit eerste verzet tegen de grondwet was al in 1815 georganiseerd door de erg Fransgezinde bisschop van Gent, Maurice de Broglie. De ultramontanen verwierpen de gelijke bescherming van alle godsdiensten en weigerden de eed op de constitutie af te leggen die dit bezegelde. In de publicatie Jugement Doctrinal werd de gelijkschakeling veroordeeld. Bovendien vroegen de Belgen om opname van de ministeriële verantwoordelijkheid in de grondwet, maar het voorstel werd toen afgewezen. In 1817 week De Broglie voor zijn veroordeling uit naar Frankrijk. In de jaren daarna trad er acceptatie op en leek de katholieke kerk in de gehele Nederlanden de tolerantie te aanvaarden.
In 1828 werd de kritiek op een aantal onderdelen van de grondwet sterker. Deze kritiek kwam in het Zuiden van zowel liberalen als katholieken, maar in mindere mate ook vanuit het Noorden. Men wilde hierbij:
- ministeriële verantwoordelijkheid waardoor de macht van de koning naar de Kamer zou verschuiven;
- een scheiding der machten waarbij de rechterlijke macht onafhankelijk was;
- onderwijsvrijheid;
- persvrijheid.

### Kerkpolitiek
Het katholieke Vlaanderen en vooral de geestelijkheid bezagen de protestantse koning met grote argwaan. In en rond Antwerpen was er steun voor de regering omdat door de vereniging de Schelde weer opengesteld was.
Het al in 1808 opgerichte Departement van Eredienst werd in 1814 door Willem I gesplitst in het Departement van Hervormde Eredienst en het Departement van Rooms-Katholieke Eredienst. De katholieke kerk moest in het gehele land gelijk georganiseerd worden. De onder Napoleon ingezette gallicaanse hervorming in het Zuiden moest als voorbeeld dienen, ook voor de nog bisschopsloze missiekerk in het Noorden. Na moeizame onderhandelingen met de paus, werd met het Concordaat van 1827 besloten om het Concordaat van 1801 uit te breiden tot de noordelijke provincies. Willem I bleef echter vasthouden aan het idee van een nationale katholieke kerk. Zijn weigering om de stichting van nieuwe kloosters toe te staan en zijn invloed op de benoeming van bisschoppen zetten kwaad bloed bij de katholieken in het Zuiden. Er was uit het ultramontanisme een katholiek liberalisme ontstaan, dat zich verzette tegen overheidsingrijpen in kerkzaken. Latere concessies konden het wantrouwen ten opzichte van de calvinistische koning niet wegnemen.

### Taalpolitiek
Om de verfransing, die door het Franse regime versneld was, tegen te gaan, werd het Nederlands met het koninklijk besluit van 1 oktober 1814 ook in het Zuiden de officiële taal. Voor de Fransgezinden was het een minderwaardige taal, terwijl het voor het dialectsprekende Vlaamse en Brabantse volk zogenaamd een vreemde taal was. In de eerste jaren daarna zou de versterking van de Nederlandse taal zonder dwang plaatsvinden, maar op 15 september 1819 werd het taalbesluit uitgevaardigd dat bepaalde dat na een overgangsperiode van drie jaar het Nederlands de enige taal voor bestuur en rechtspraak zou worden in al de door voornamelijk Nederlandstaligen bewoonde provincies Limburg, Antwerpen en Oost- en West-Vlaanderen. In 1822 werden hier de arrondissementen Brussel en Leuven aan toegevoegd. Dit was tegen de zin van de rijke, voornamelijk Franstalige, burgerij.
De steun die Willem I aanvankelijk in het Zuiden had, kwam voornamelijk uit de op economische ontwikkeling georiënteerde Franstalige, gematigd liberale hoek, waar men zich kon vinden in de gevolgde kerkpolitiek. Door het Nederlands dwingend op te leggen wist hij echter ook deze groep van zich te vervreemden. De verfranste ambtenarij en burgerij reageerden scherp tegen de verplichte vernederlandsing van het leger, het gerecht, het bestuur en het onderwijs. Het bleek een van de belangrijke grieven in de petitiebeweging van 1828 en vooral 1829. In juni 1830 werden de taalbesluiten dan ook teruggedraaid.

### Onderwijspolitiek
Op gebied van onderwijs voerden de koning en de regering ook een verlichte politiek. Ze streefden naar een vernieuwd algemeen nationaal onderwijs, los van de kerk, en aangepast aan de nieuwe maatschappelijke ontwikkelingen. 
Er werden nieuwe lagere scholen opgericht. Door betere scholing en inspectie ging de kwaliteit van de leerkrachten omhoog. Er kwamen ook nieuwe middelbare scholen: athenea. De regering wilde toezicht op kwaliteit en inhoud van het middelaar onderwijs. Zij vereisten een erkenning van de onderwijsinstellingen. De inspectie ging toezien op de leermethoden, ongekend in het katholiek onderwijs. In 1815 waren de bisschoppen begonnen met het stichten van kleinseminaries, een vooropleiding voor priesters die ook wel door anderen bezocht werd. In 1825 moesten de tientallen kleinseminaries en andere colleges sluiten. Priesters zonder de vereiste diploma's konden geen betrekking krijgen in de nieuwe scholen. Er werd wel een Collegium Philosophicum opgericht dat de vooropleiding moest worden van de grootseminaries. De weerstand van de clerus was groot en in mei 1830 werden particuliere of kerkelijke onderwijsinstellingen weer toegestaan.

### Welvaartspolitiek
Zoals ook de rest van zijn politiek gericht was op het bewerkstelligen van een 'amalgaam', een union intime et complète, gold dit ook voor zijn welvaartspolitiek. Vooral in de economisch moeilijke beginjaren zorgde het streven van Willem I om recht te doen aan beide delen van het land er echter voor dat vooral de tegenstellingen benadrukt werden. Door het wegvallen van het protectionistische continentaal stelsel ondervond de in het Zuiden tijdens de Franse tijd opgebloeide industrie de concurrentie van de goedkopere Britse industriële producten. Door de afscheiding van Frankrijk had deze industrie ook een groot afzetgebied verloren. In het Noorden speelde de oude tegenstelling tussen Oranje en de Amsterdamse koopmansstand, die greep wilde blijven houden op de handel.
De jaren twintig zag echter een verbetering van de economische omstandigheden, waardoor vooral onder de antiklerikalen en industriëlen in het Zuiden de waardering voor de politiek van Willem I toenam. Antwerpen wist uit te groeien tot de belangrijkste havenstad van het koninkrijk. De Société Générale bleek zelfs zo succesvol dat ze de afscheiding in 1830–1831 overleefde.

## Oppositie
Niet zozeer de doelstelling, als wel de manier waarop werd geprobeerd deze te bereiken wekte de nodige weerstand op in diverse milieus, zowel in noord als in zuid.

### Nieuwliberalen
De liberalen waren aanvankelijk antiklerikaal. Vanaf het eind van de jaren twintig besteedde een groepje jonge liberalen meer aandacht aan een nieuwe staatsorde dan aan hun antiklerikalisme. Deze jongeren hadden de bevoorrechte positie van de Kerk in het ancien régime voor de Franse Revolutie niet meer gekend. Zij stonden ook onder sterke invloed van de Franse liberalen, die samen met de Kerk, actie voerden tegen hun absolutistische vorst Karel X. In het kader van de vrijheid van denken werd eveneens de vrijheid van geloof en dus ook het katholieke geloof aanvaard. Deze jonge liberalen, onder wie de Bruggeling Louis de Potter, de Luikenaars Charles Rogier (van Franse origine) en Joseph Lebeau, de in Luik wonende Bruggeling Paul Devaux en de Luxemburger Jean-Baptiste Nothomb stonden onder invloed van de Zwitsers-Franse filosoof Benjamin Constant.
Deze Franstalige liberalen zagen hun carrièremogelijkheden beperkt door de vernederlandsing en hun politieke ontwikkeling gedwarsboomd door het ontbreken van persvrijheid. Deze nieuwliberalen waren minder antiklerikaal dan de voorgaande monarchaal-liberale generatie en zagen niet zozeer de adel en kerk als bedreiging, maar vooral de autoritaire staat. Niet de verlichting, maar de romantiek was hun inspiratie. Hoewel zij wel de secularisering voorstonden, verzetten zij zich tegen soevereiniteit en rationalisme.

### Liberaal-katholieken
De katholieken kwamen in dezelfde periode onder invloed van de geschriften van de Franse priester Lamennais, die het liberale katholicisme introduceerde. Hij stelde een liberale staat voor met een sterke scheiding van kerk en staat. Volledige vrijheid kon de Kerk, net zoals de economie, alleen maar ten goede komen.
Aanvankelijk hadden de katholieken in het Zuiden zich beroepen op herstelling van de oude waarden van het ancien régime. Onder het Oostenrijkse bestuur waren bisschoppelijke scholen echter nooit toegestaan. De liberaal-katholieken namen daarop afstand van de wens tot terugkeer naar het ancien régime. Waar De Broglie de grondwet nog had afgewezen, beriepen zij zich op de door de grondwet gegarandeerde godsdienstvrijheid op vrijheid van onderwijs en drukpers. Ook hier was de conservatieve romantiek de grondslag om overheidsingrijpen af te wijzen. De opgeëiste vrijheid was dusdanig dat de regering dit niet kon toestaan.

### Monsterverbond

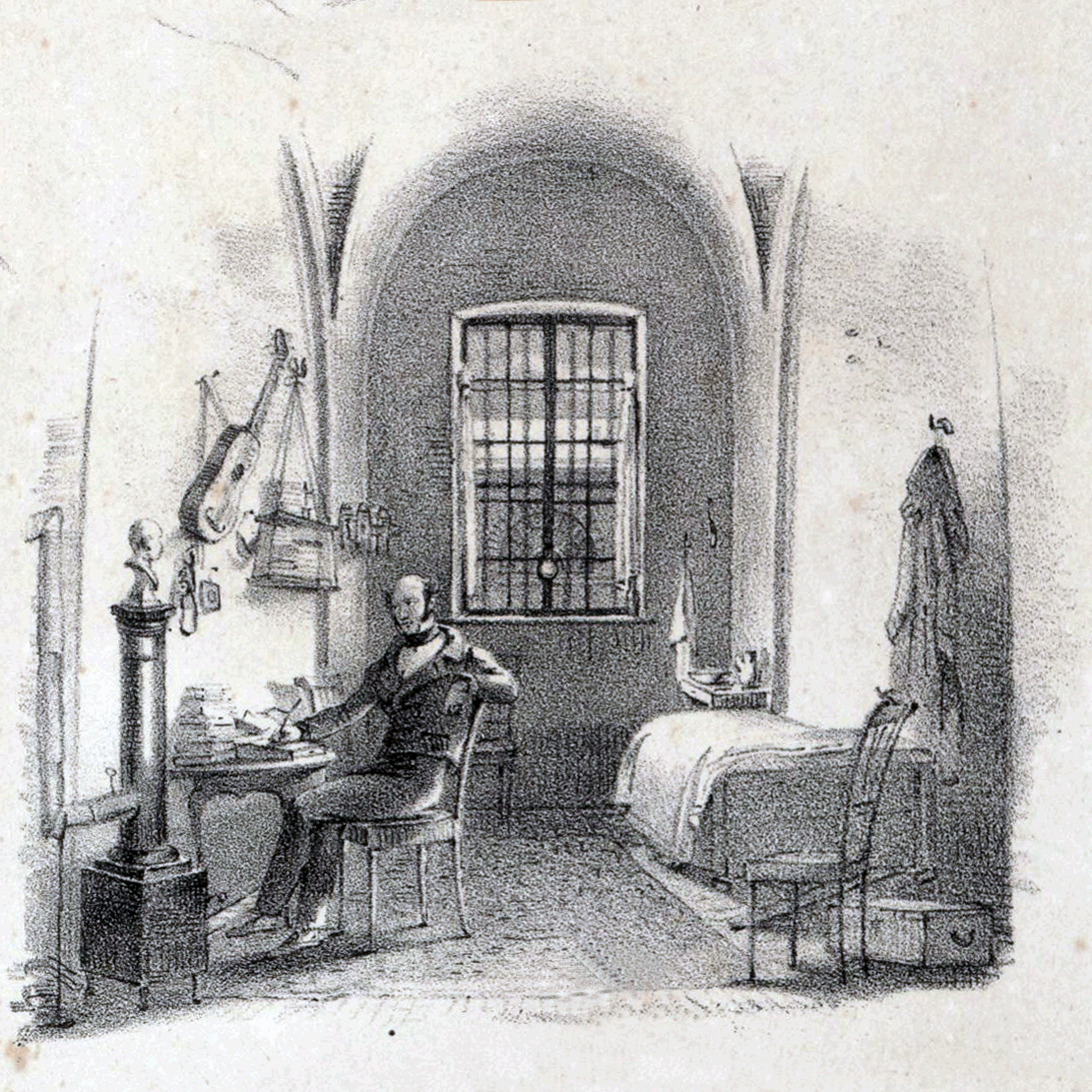
Louis de Potter in de gevangenis

De weerstand tegen Willem I nam dusdanig vormen aan dat de liberalen en katholieken in het Zuiden elkaar ondanks hun tegenstellingen vonden. Zij wilden nog geen onafhankelijkheid, maar politieke hervormingen. In december 1825 deed de Luikse katholieke politicus baron De Gerlache in de Tweede Kamer een eerste oproep tot vrijheid van onderwijs, die de Kerk eiste, en de grondwettelijke vrijheden van godsdienst en drukpers en riep de liberalen op om de vrijheid op al die terreinen te verdedigen.
In 1827 deed de Luikse liberale krant Mathieu Laensbergh een oproep tot het vormen van een unie met de katholieken. Met de aansluiting van enkele katholieke kranten werd deze unie een feit. In 1828 sloot de aanvankelijk regeringsgezinde en anti-ultramontanistische De Potter zich met de Courrier des Pays-Bas aan bij het unionistische streven. De unie werd met de spotnaam monsterverbond aangeduid en door de regering werd de persvrijheid beperkt. De Luikse liberalen begonnen in 1828 een petitie. In 1829 ontstond een grote petitiebeweging van liberalen en katholieken die vroeg om vrijheid van drukpers en onderwijs, waar ook in beperkte mate katholieken uit het Noorden aan deelnamen. Als protest tegen de autocratische regeerstijl van Willem I werd de tienjarige begroting dat jaar verworpen. In 1830 werden dan concessies gedaan op het gebied van onderwijs, taal en godsdienst. Hoewel dit de ontevredenheid niet wegnam, werd de constitutionele crisis hierdoor wel getemperd. Dat er een Belgisch overwicht was, wilde Willem I echter niet toegeven.
Toch wilde de koning niet horen van een parlementair stelsel met ministeriële verantwoordelijkheid en nog minder van een bestuurlijke scheiding tussen noord en zuid onder eenzelfde kroon. Vier vooraanstaande Zuid-Nederlandse journalisten, onder wie Louis de Potter, werden naar Frankrijk verbannen.
Het regime van Willem I werd nu steeds openlijker autoritair, naar Pruisisch model. De koning verklaarde dat zijn soevereiniteit in de tijd voorafging aan de grondwet en dus niet door haar beperkt werd. In mei 1829, in volle politieke crisis, benoemde hij zijn zoon, de prins van Oranje, de latere koning Willem II, tot voorzitter van de ministerraad en vicepresident van de Raad van State, om duidelijk te maken dat hij geen ministeriële verantwoordelijkheid voor het parlement zou toestaan. Kritiek op het staatsbestel of op de regeringsdaden betekende dus een aanval op de dynastie. In december 1829 werd een koninklijke boodschap verspreid, waarmee alle ambtenaren en magistraten hun instemming moesten betuigen op straf van onmiddellijk ontslag.
De radicalisering van de Belgische oppositie veroorzaakte ook het afhaken van de Noord-Nederlandse liberale oppositie en een opnieuw versterken van de antidemocratische reflex. Volkssoevereiniteit in een unitair Koninkrijk der Nederlanden zou immers een overwicht met zich meebrengen van de 62% Belgen en van de nog talrijker katholieken. Dan zou ook het overwicht van overheidsambten in het bestuur, het leger en de diplomatie voor het Noorden moeten worden teruggeschroefd. Daarom vormden de noordelijke leden van de Tweede Kamer een blok rond de regering en de Oranjedynastie. In Nederland zou tot de grondwet van 1848 de koninklijke macht onaangetast blijven. Pas in dat jaar gaf koning Willem II, geschrokken van de omwentelingen elders in Europa, toe aan de roep naar ministeriële verantwoordelijkheid van de liberalen.
Desondanks wezen de ontwikkelingen nog niet op een komende afscheiding. Er was vooral een drang naar modernisering die het autocratische karakter zou moeten verminderen en meer vrijheid moest geven.

## Opstand

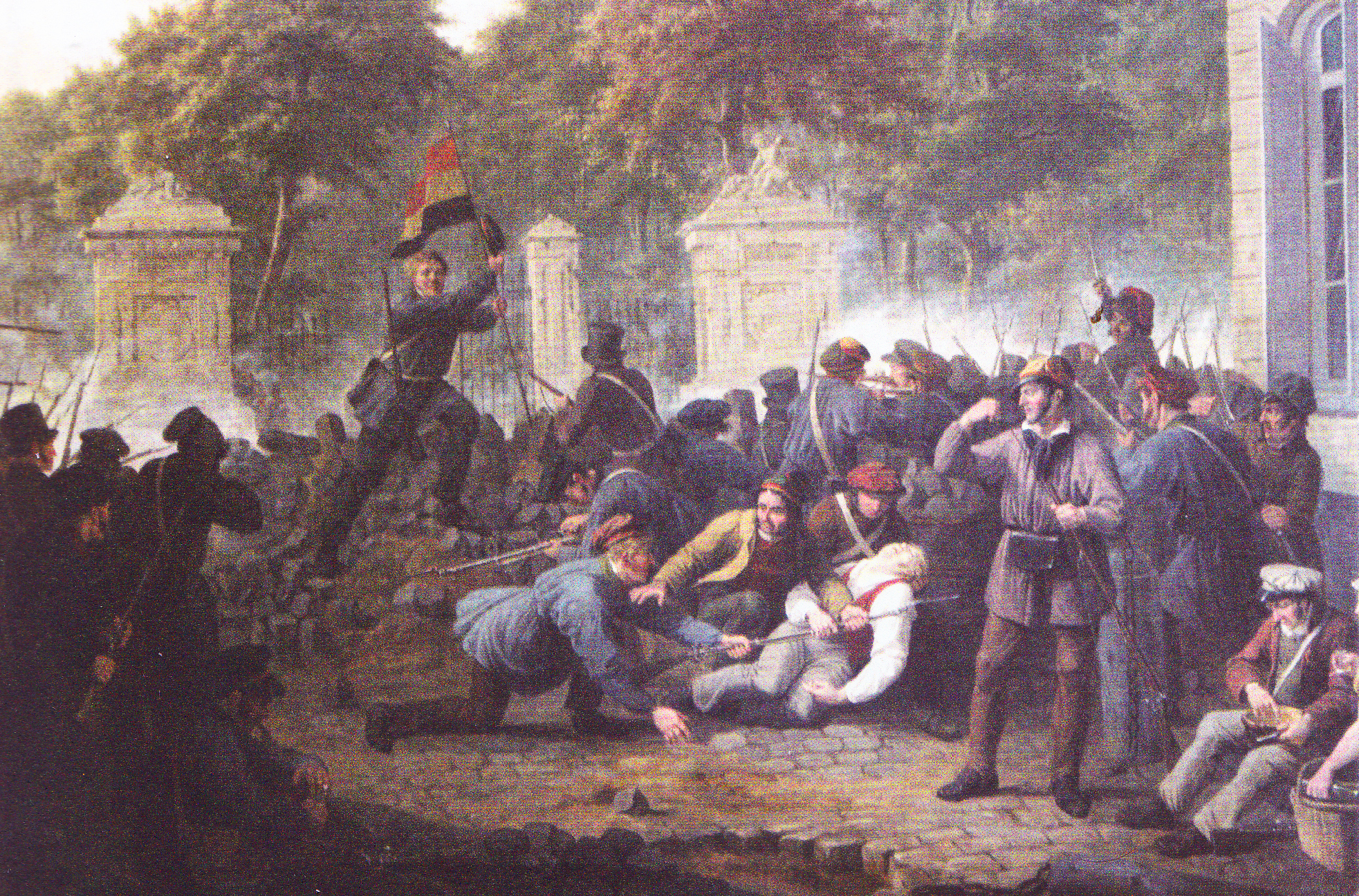
Belgische rebellen op de barricade van het Koningsplein tegenover het Brusselse Park (1830)

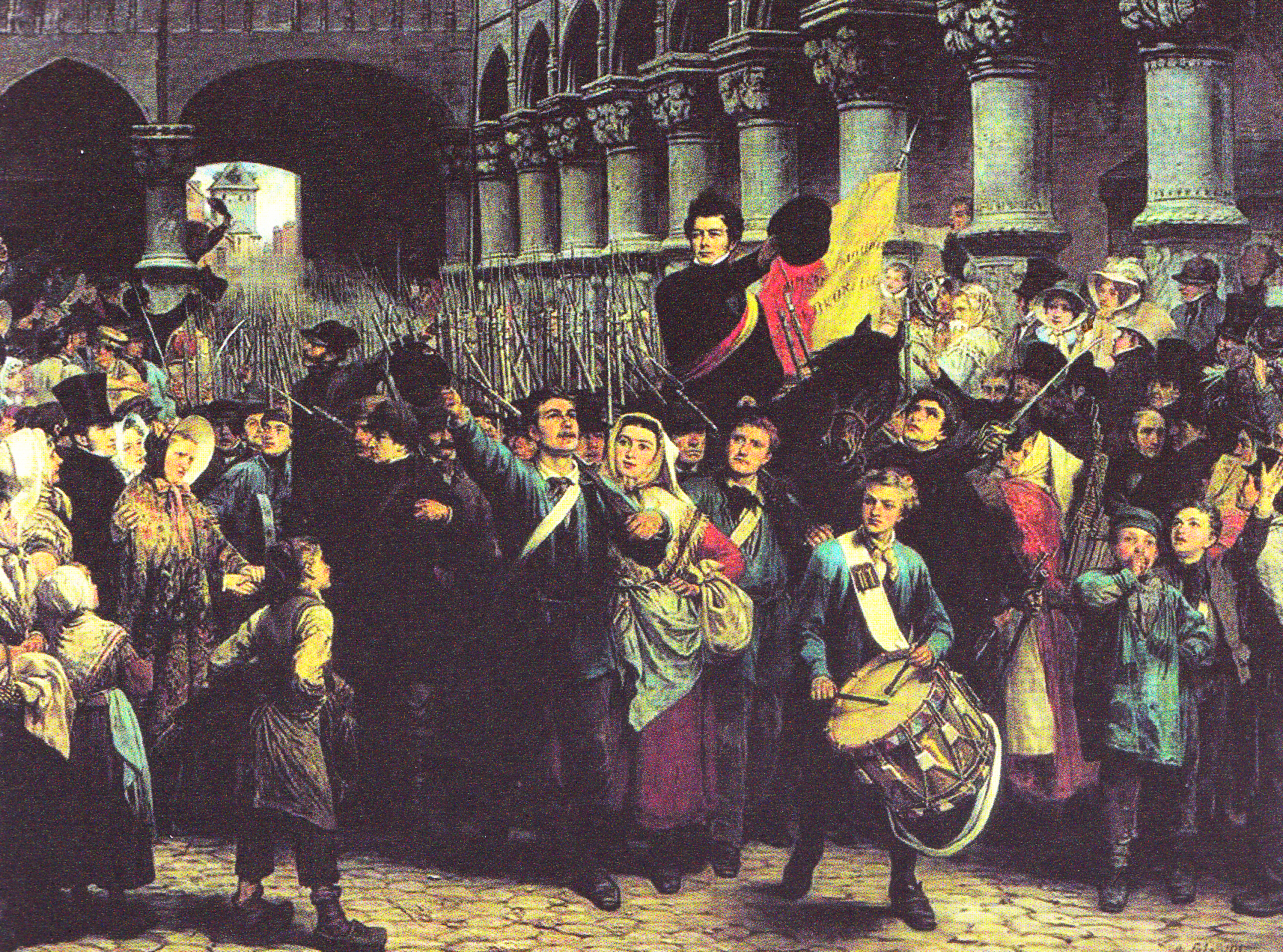
Charles Rogier leidt revolutionaire vrijwilligers van Luik naar Brussel (Charles Soubre, 1878) (1878)

Dat de stemming toch omsloeg naar opstand, had te maken met verschillende externe factoren. De Julirevolutie die op 27 juli 1830 te Parijs uitbrak tegen koning Karel X, bracht in amper drie dagen de burgerkoning Lodewijk Filips aan de macht in een nieuw geconstrueerd grondwettelijk koninkrijk. De koning werd een roi des Français par la volonté nationale. Deze liberaal geïnspireerde revolutie verhoogde de oproerige stemming in België. Sommigen hoopten in nood op militaire hulp van Frankrijk te kunnen rekenen. Anderen zagen meer in hervormingen binnen de verenigde Nederlanden, getuige daarvan het symbool met 3 onder elkaar gekalkte W's die in het straatbeeld verschenen, en die het volgende rijm voorstelde:
Wij willen Willem weg,
wilde Willem wijzer worden,
willen wij Willem weer.
Terwijl de Franse burgerlijke revolutie vooral liberaal getint was, stonden de revoluties in Griekenland, Polen en Italië van 1829 tot 1831 eerder in het teken van het nationalisme, geïnspireerd door de Romantiek die toen opgang maakte. Deze stroming verdedigde de gedachte dat elk volk, verbonden door historische feiten een entiteit vormt en dus recht op een eigen natie en zelfbestuur heeft.
De Belgische Omwenteling zou, zoals vele revoluties, gestuwd worden door een economische crisis. De werkloosheid onder de handarbeiders door de beginnende mechanisatie en de gestegen voedselprijzen door de mislukte oogst van 1829 zouden als vruchtbare voedingsbodem dienen om een massa proletariërs op straat te krijgen. Zij zouden de kastanjes uit het vuur halen voor enkele jonge, ambitieuze politici.
In Holland, vooral in Amsterdamse havenkringen, was er al geruime tijd een beweging die terug wilde naar de oude, beperkte Statenbond. Een op de zee gebaseerde wereldhandel leek veel gunstiger dan de zo gevaarlijke continentale betrokkenheid.

### De rellen van augustus
Na de opvoering, op de avond van 25 augustus 1830 van de romantisch nationalistische opera 'De Stomme van Portici', in de Koninklijke Muntschouwburg in Brussel bleven de toehoorders vive la liberté roepen. In de late avond werd het huis van uitgever Libry-Bagnano geplunderd en werd brand gesticht in het huis van minister Van Maanen, de drijvende kracht achter de taalpolitiek van de koning. Een boze menigte viel overheidsgebouwen aan, waarbij staatsemblemen werden vernield.
De wanordelijkheden werkten aanstekelijk op de werklozen, die 's anderendaags in de fabrieken de stoommachines en de mechanische weefgetouwen vernielden, volgens hen de oorzaak van hun werkloosheid, en de voedselvoorraden plunderden. Gelijkaardige feiten deden zich vanaf 27 augustus voor in Luik, Verviers, Hoei, Namen, Bergen en Leuven.
De burgerij, die vaststelde dat de wettelijke overheden de situatie niet aankonden en die zich bedreigd voelde, richtte in verschillende steden een burgerwacht op, die spoedig de orde herstelde. Gesterkt door dit gezag, nam het college van notabelen, dat in het Brusselse stadhuis bijeenkwam, het initiatief in handen. Op 28 augustus stuurde het een afvaardiging naar Willem I om het ontslag van minister Van Maanen te vragen en een spoedbijeenkomst van de Staten-Generaal om de grieven te bespreken.

De originele vlag van België, die Jottrand en Ducpétiaux ontwierpen in plaats van de Franse vlag

Ook hing het college de Brabants-Henegouwse driekleur (Brabantse Omwenteling, 1789) uit. Deze vlag was op 26 augustus ontworpen door de advocaat Lucien Jottrand, redacteur van Le Courrier des Pays-Bas, en de journalist Edouard Ducpétiaux. Hiermee wilden ze reageren tegen de Franse vlaggen die op sommige plaatsen hingen, omdat ze vreesden voor een Franse interventie. Een winkelierster, mevrouw Marie Abts-Ermens, maakte enkele exemplaren naar dit ontwerp. De eerste hing aan het stadhuis van Brussel; met de tweede liep Theodore Van Hulst, werknemer van het Ministerie van Oorlog, door de straten.

### De Septemberrevolutie
Het weifelende en onhandige optreden van Willem I en zijn zonen leidde in september 1830 tot een definitieve breuk. Enerzijds had Willem I wel al in juni 1830 de onbeperkte taalvrijheid weer ingevoerd en het Filosofische College voor priesters afgeschaft. Anderzijds liet hij noch persvrijheid, noch een staatshervorming toe. Hij stuurde zijn zoon, kroonprins Willem, naar Brussel, terwijl zijn andere zoon, prins Frederik, die opperbevelhebber was van het koninklijke leger, in en rond Vilvoorde klaarstond met een leger van 6000 man. Dit optreden werd vergeleken met dat van een bezetter.
De troepen bleven vooralsnog in Vilvoorde en prins Willem ging onder bescherming van de Brusselse burgerwacht de stad binnen. Deze laatste stelde op 3 september voor dat de prins bij zijn vader voor een bestuurlijke scheiding van België en Nederland onder de Oranjedynastie zou pleiten. Willem I weifelde echter en liet enkele weken verlopen. Pas op 29 september besloten de Staten-Generaal tot scheiding, maar toen hadden de opstandelingen deze eis al laten vallen.
In Holland zorgden de onlusten in het Zuiden voor een nieuwe sympathie voor de koning en was er grote aanhang voor een stevig optreden tegen het 'muitzieke Belgenrot'. Dit accentueerde de tegenstelling tussen noord en zuid waardoor de opstand een nationalistisch karakter kreeg.

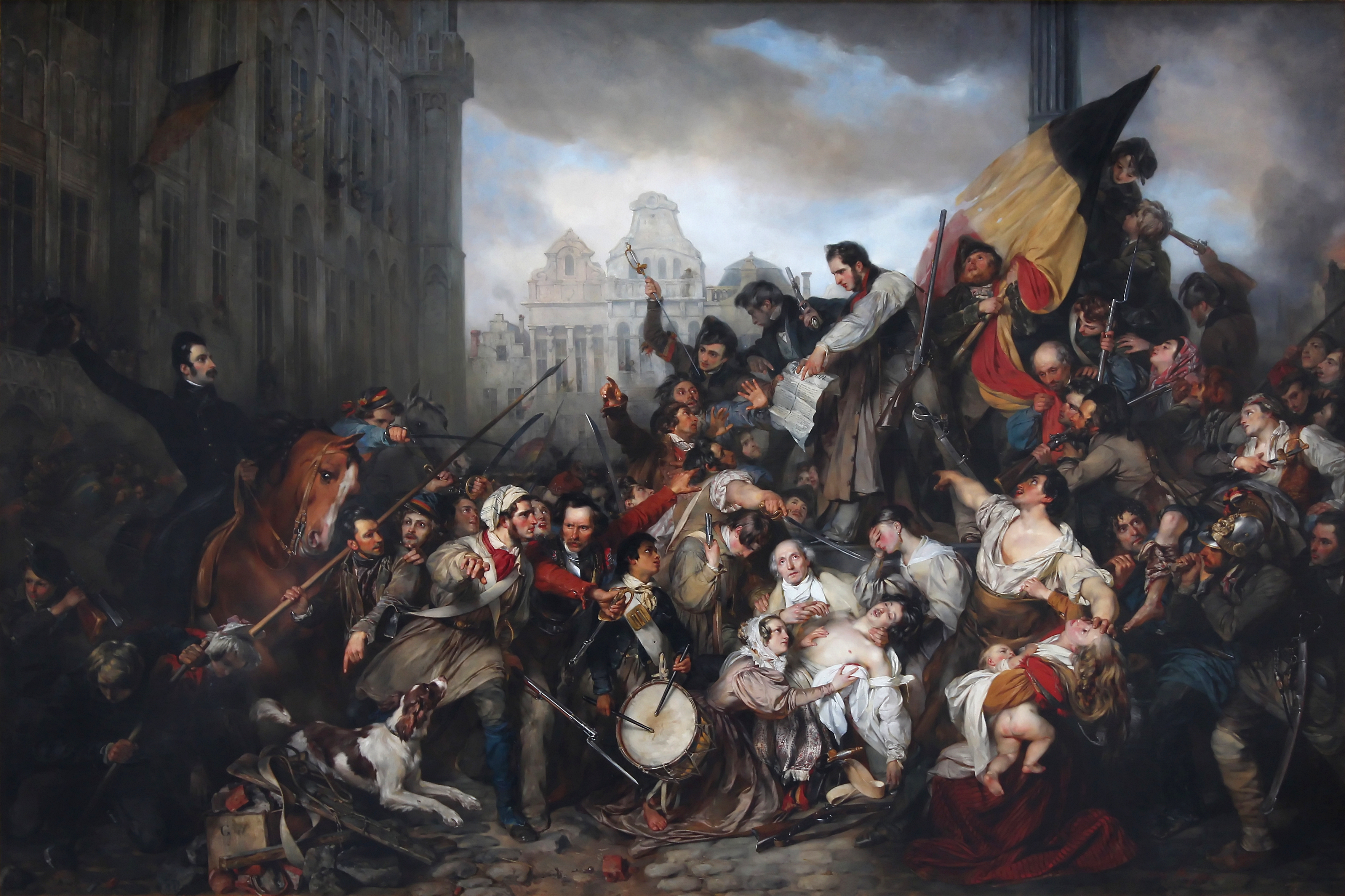
De Belgische Revolutie op de Grote Markt, voor het stadhuis

Begin september werden de opstootjes in Brussel gewelddadiger, vooral nadat er gewapende versterking uit Luik gekomen was. Antwerpen was tegen de revolutie gekant, omdat een afscheuring van Nederland voor de havenstad zeer nadelig zou zijn. Enkel in Kontich werd het even onrustig. Ook de provincies West- en Oost-Vlaanderen bleven tot half september trouw aan de regering in Den Haag, met uitzondering van de steden Aalst en Ninove die in nauw contact met Brussel stonden.
Wallonië kwam wel in opstand vanaf de eerste septemberdagen. Revolutionairen uit Wallonië zagen de loyaliteit van Antwerpen aan Willem I als een verraad aan de Belgische zaak en dreigden er mee om het gepeupel en opgehitste arbeiders uit de Borinage naar Vlaanderen te sturen om met geweld en plunderingen diegenen aan te vallen die trouw bleven aan het bestaande regime.
In Brussel werden spontaan vrijkorpsen opgericht, die geleid werden door verkozen of door zichzelf benoemde leiders. Op 23 september trok het regeringsleger, onder aanvoering van prins Frederik met een leger van 12.000 man Brussel binnen. De burgerwacht kon de volkswoede op dit leger afwentelen en doen omslaan in een nationale opstand. Het leger, dat zich in het Warandepark had opgesteld, werd het doelwit van de Brusselse opstandelingen en van overal toegesnelde idealisten. Ook vanuit het buitenland stroomden vrijwilligers toe: zo werd in Frankrijk het Légion belge parisienne opgericht, dat met privésteun gefinancierd werd door onder meer graaf de Merode en twee bataljons van telkens 400 vrijwilligers leverde. Dit gebeurde met instemming van de Franse regering, die zo een eventuele aanhechting van België bij Frankrijk in de hand wou werken.

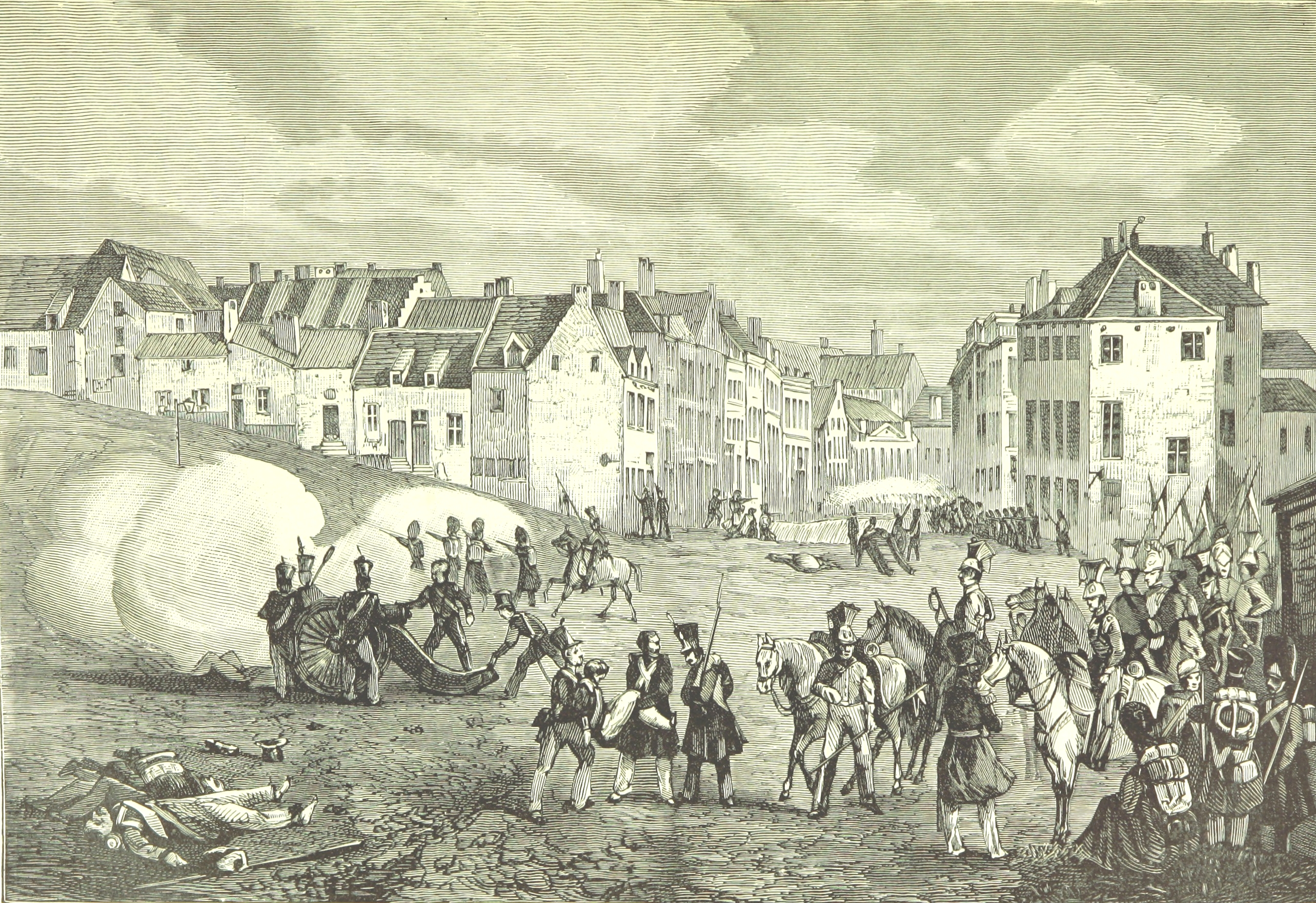
Het regeringsleger trekt Brussel binnen via de Naamse Poort op donderdag 23 september 1830

Toen het regeringsleger (waarvan 2/3 Zuid-Nederlanders) na vier dagen strijd, met honderden doden en gewonden aan beide zijden, in de nacht van 26 op 27 september opbrak, begon de scheiding pas goed. Tijdens deze gevechten in het park van Brussel kwam een revolutionaire regering tot stand: het Voorlopig Bewind.

### Onafhankelijkheidsverklaring
Op 4 oktober 1830 stelde het Voorlopig Bewind een tekst van drie beloften op. Het eerste artikel verklaarde: "De provincies van België, die met geweld zijn afgescheurd, zullen een onafhankelijke staat vormen." Het tweede artikel drong aan op de opstelling van een grondwet, en het laatste artikel wees die taak toe aan een toekomstig Nationaal Congres.

### Militaire overname
Door zijn bestendig contact met de plaatselijke burgerbevolking, bleek het regionaal gerekruteerde en gestationeerde regeringsleger zeer vatbaar te zijn voor revolutionaire ideeën en viel nu snel uiteen. De troepen kwamen in opstand tegen de hiërarchie, weigerden de bevelen uit te voeren en deserteerden massaal. In een aantal garnizoenen werden de noordelijke officieren gevangengenomen door hun soldaten. Op 16 oktober werd de desintegratie van het leger nog versterkt doordat kroonprins Willem in navolging van het Voorlopig Bewind de onafhankelijkheid van de zuidelijke provincies (beneden de Rijn) uitriep en verklaarde het leger te splitsen in noordelijke en zuidelijke divisies.
Ondanks hun bonte samenstelling en omkadering (onder meer door een Spaanse avonturier en talloze Franse officieren), slaagden de revolutionaire vrijwilligersbrigades erin bijna overal de plaats in te nemen van de reguliere troepen. Eind oktober was het hele grondgebied bevrijd van noordelijke troepen en feitelijk onder Belgisch gezag, met inbegrip van Limburg en Luxemburg, de twee regio's die in 1839 deels zouden worden 'teruggegeven' aan Nederland, c.q. Willem I. Uitzondering vormden de citadel van Antwerpen, de Scheldeforten Lillo en Liefkenshoek, en de vestingsteden Maastricht en Luxemburg. De gemeente Mook en Middelaar en de vestingstad Venlo in het noorden van Limburg, die aanvankelijk weigerden over te lopen, zouden zich op 11 november alsnog aansluiten bij het Voorlopig Bewind.

### Zeeuws-Vlaanderen
Franse en Belgische militairen onder Ernest Grégoire en Louis-Adolphe de Pontécoulant hebben in oktober 1830 geprobeerd om Zeeuws-Vlaanderen te veroveren. De inname van Zeeuws-Vlaanderen was strategisch interessant om een nieuwe blokkering van de Scheldemonding te voorkomen. Bij de katholieke delen van Zeeuws-Vlaanderen kreeg de opstand ook weerklank. Omdat er in West-Zeeuws-Vlaanderen, o.a. Biervliet en Oostburg, orangisten onder leiding van kolonel Ledel weerstand boden, is dit niet gelukt. Bij de wapenstilstand in november 1830 werden de provinciegrenzen als scheidslijn gebruikt, daarna was alleen nog Hulst in handen van de Belgen, tot 11 januari 1831. Hulst werd door de Belgische regering toebedeeld aan het arrondissement Dendermonde (provincie Oost-Vlaanderen).
Overigens rommelde het elders in (Noord-)Nederland ook, met o.a. dienstweigeringen in katholieke landsdelen.

### Nationaal Congres en Conferentie van Londen
Vanaf november consolideerden de militaire posities zich en waren er pogingen om tot een wapenstilstand te komen. De prille regering riep al snel de vrijheden van het Belgische volk uit, waaronder vrijheid van onderwijs, vereniging, pers en godsdienst. Op 3 november waren er in het Zuiden al overal verkiezingen voor een Nationaal Congres. Deze verkiezingen waren in tegenstelling tot daarvoor direct. Op 10 november kwam het Congres voor het eerst bijeen en bevestigde de onafhankelijkheidsverklaring "met uitzondering van de relaties van Luxemburg met de Duitse Bond". Op 22 november koos het Congres de monarchie als staatsvorm en discussieerde nog of dat al dan niet een lid van het huis van Oranje mocht zijn. Na de beschieting van de stad Antwerpen vanuit de citadel door de Nederlandse generaal generaal Chassé, die een gevolg was van een schending van het staakt-het-vuren door de revolutionairen, besloten de afgevaardigden de Oranjes uit te sluiten van de troon.
Ondertussen probeerde Willem I steun te vinden bij de grootmachten. De internationale situatie liet dit echter niet toe, zodat Groot-Brittannië, Pruisen, Oostenrijk en Rusland in oktober besloten tot de Conferentie van Londen, waar ook de voormalige vijand Frankrijk werd uitgenodigd. Het voornaamste doel was te voorkomen dat dit conflict uit zou groeien tot een nieuwe Europese oorlog. Op 20 december verklaarden ook zij België onafhankelijk. Daarna werd in januari 1831 door de Conferentie besloten dat België eeuwigdurend neutraal zou zijn en dat de grenzen van voor 1790 hersteld zouden worden. Het Congres was hier zwaar op tegen, aangezien dit Limburg en Luxemburg terug zou brengen onder Willem I, terwijl deze gebieden zich grotendeels bij de afscheiding hadden aangesloten.
Het Congres verloor het initiatief aan de Conferentie, zeker na de weigering van het aanbod van het Congres door de Franse koning Lodewijk Filips van de Belgische kroon voor zijn zoon. Het Congres benoemde daarna maar zijn voorzitter, baron Surlet de Chokier, onder wiens leiding de Belgische Grondwet was opgesteld, op 25 februari 1831 als regent tot 21 juli 1831. Het parlement kreeg veel meer invloed, terwijl ook ministeriële verantwoordelijkheid werd ingevoerd. De keuze voor de Britse kandidaat, de Duitse prins Leopold van Saksen-Coburg en Gotha, verzekerde de jonge staat van de steun van Groot-Brittannië. Leopold die in Engeland woonde en die eerder het aanbod koning van Griekenland te worden had afgeslagen, werd het koningschap over het jonge koninkrijk aangeboden. Leopold accepteerde de uitnodiging en op 21 juli werd hij tijdens de eedaflegging op het Brusselse Koningsplein de eerste Koning der Belgen.

### Internationale erkenning en Franse militaire steun
Frankrijk bleef denken aan een verdeling tussen de buurlanden van het opstandige gebied (zie verdelingsplan Talleyrand). De andere grootmachten wilden vooral de feitelijke situatie van rust handhaven en lieten het Belgische bewind zijn gang gaan. In maart 1831 kon het een orangistische poging om het gezag van Oranje te herstellen verijdelen. Rusland had in Polen met een andere opstand te maken, zodat het de Nederlandse koning geen steun kon bieden. Het nieuwe regime werd stilaan door de grootmachten aanvaard, zeker nadat het eindelijk een koning had gevonden. Daarop werden in juni het Verdrag der XVIII (achttien) artikelen voorgesteld, dat voor het Congres wel aanvaardbaar was.
Voor Willem I waren deze voorwaarden in tegenstelling tot die van januari echter niet aanvaardbaar. In augustus 1831 rukte het Nederlandse leger opnieuw zonder veel tegenstand op naar Brussel tijdens de Tiendaagse Veldtocht. Nadat een Frans leger de grens overstak, trok Willem I zijn troepen, die al voor Leuven stonden, terug tot Noord-Brabant. Een Nederlands garnizoen onder leiding van generaal Chassé behield met een groot aantal kanonnen en soldaten de citadel van Antwerpen. Willem I verkreeg gunstiger voorwaarden met de vierentwintig artikelen van oktober 1831 maar deze sloeg hij af. Franse troepen namen de citadel wekenlang onder vuur en in december 1832 viel de stad in Franse handen. Nederland erkende de Belgische onafhankelijkheid pas in 1839, bij het Verdrag van Londen, na een lange en kostbare volhardingspolitiek. In het verdrag van Maastricht (1843) werd de grens tussen België en Nederland vastgesteld.

## Gevolgen van de scheuring

### Economische gevolgen
Het separatisme dat leidde tot de Belgische secessie was voor de belangrijkste industriestad Gent een catastrofe. In 1832 verwerkte de Gentse textielnijverheid nog slechts 2 miljoen kg katoen, tegenover 7,5 miljoen kg in 1829. De meeste arbeiders waren als direct gevolg van de Belgische afscheuring werkloos geworden en de anderen verdienden nog amper 30% van hun loon uit 1829.
In de havenstad Antwerpen was de ramp nog groter. In 1829 bedroeg het scheepvaartverkeer in de haven 1028 schepen en 129.000 ton. Antwerpen verstouwde dat jaar zelfs dubbel zoveel goederen als Rotterdam en Amsterdam samen. In 1831 was het aantal schepen teruggevallen tot 398, en de handel met de koloniën herleid tot nul.

### Culturele gevolgen
Onder het bewind van Willem I verdubbelde het aantal lagereschoolkinderen van 150.000 tot 300.000 dankzij de oprichting van 1500 nieuwe scholen. Omdat evenwel iedereen les kreeg in de volkstaal betekende dit dat in heel Vlaanderen (Brussel inbegrepen) alle scholieren 'onderworpen' werden aan Nederlandstalig onderwijs. Een van de eerste daden van het Voorlopig Bewind was dan ook de afschaffing van alle openbare scholen in België, met uitzondering van de Franstalige universiteiten van Gent en Luik die dienden om de nieuwe elites op te leiden.
De Belgische staat voerde een politiek van verfransing die tot de dag van vandaag voelbaar is. Zo werd Brussel grotendeels verfranst en was de volledige ambtenarij (ook in Nederlandstalig Vlaanderen en Brussel) tot een eind in de twintigste eeuw volledig Frans. Het Nederlands werd als een samenraapsel van dialecten behandeld en niet als een taal die respect verdiende. Daardoor ontstond het besef in Vlaanderen dat ze een zwaardere tijdsperiode in gingen, tegenover het bewind van Willem I. Zo werden Nederlandstaligen vaak als minderwaardig gezien (het boerenvolk) en werden de Franse vrijheid, gelijkheid en broederschap niet volwaardig uitgedragen door de hoofdzakelijk Franstalige regerende machten van België. Dit cultuurimperialisme leidde tot het ontstaan van de Vlaamse Beweging.

### Repressie
Reeds snel na de Belgische Revolutie bleek een grote groep mensen twijfels te hebben bij hun nieuwe vaderland. Proteststemmen kwamen vooral van Vlaamse kant, bijvoorbeeld in de regio rond Gent, waar de textielindustrie zwaar te lijden had onder de nieuwe politieke situatie. Dit werd bekend onder de naam orangisme. Ook industriële steden, zoals Luik, hadden een grote orangistische partij. In de jaren 1831–1834 werden deze orangisten door knokploegen geplunderd en verjaagd. Tegen de plundering in april 1834 werd vrijwel niet opgetreden, maar zij gaf in het buitenland een slechte indruk omdat ze wel in de pers vermeld werd. In 1834 verbood minister van Justitie Joseph Lebeau zelfs het publiekelijk uitdrukken van orangisme. De jonge staat leek wel een oord van anarchie, en ook binnenlands werd het gebrek aan ordehandhaving voor het indijken van deze protestmarsen aangeklaagd. Hierna gingen de orangisten ondergronds om na 1839 het verzet op te geven.

### Nationale vorming
Juist de volhardingspolitiek van Willem I zorgde voor een druk die voorlopig het unionisme stand deed houden. Hierdoor lag de nadruk niet op het religieuze, maar kon men werken aan natievorming. Door de voortdurende vijandschap van Nederland kon een nationaal besef ook sterker groeien. Andersom gold dit ook voor Nederland, waar Willem I jarenlang vrijwel geen oppositie meer had.

### Europa
De Belgische omwenteling was een van de vele conflicten die tussen 1830 en 1832 het conservatieve systeem van 1815 bedreigden dat in Europa een machtsevenwicht moest brengen en de revolutionaire gedachte in moest dammen. De ligging van de jonge staat was dusdanig dat deze een verstorende invloed had op de bestaande verhoudingen. Een nieuwe Europese oorlog lag daardoor binnen de mogelijkheden en het zou jaren duren voordat de grootmachten België zouden accepteren als vaststaand feit. Omdat Willem I ervan uitging dat België een Europese oorlog niet als zelfstandige staat zou overleven, bleef hij vasthouden aan zijn volhardingspolitiek.

### Nederland
Voor Nederland leek de afscheiding van België een ramp te betekenen. In 1839 hadden de overgebleven Noordelijke provincies nog maar 2,86 miljoen inwoners over, ten opzichte van 4,05 miljoen Belgische inwoners. Pas rond 1930 zou Nederland de Belgen inhalen op demografisch niveau. Ook op industrieel gebied lag het noorden ver achter op het zuiden. De kostbare volhardingspolitiek van Willem I resulteerde na de onafhankelijkheid van België in hoge financiële lasten zonder baten. Daarnaast werkte het systeem niet meer waarbij de in het Zuiden gefabriceerde producten door noordelijke schepen vervoerd werden, zodat er economisch moeilijke tijden aanbraken voor Nederland. Het was nu duidelijk dat Nederland tot de kleine mogendheden behoorde en noodgedwongen begon men een neutraliteitspolitiek te volgen.
Toch begon het koninkrijk zich vanaf 1850 mede door het cultuurstelsel in Nederlands-Indië te herstellen en zou het aan het begin van de twintigste eeuw een van de meest succesvolle economieën van Europa worden. 

## Gebruikte bronnen
- Blok, D.P. (red) et al (1977-1983): Algemene Geschiedenis der Nederlanden, Fibula-Van Dishoeck, Haarlem,
- Blom, J.C.H., Lamberts, E. (red) (2006): Geschiedenis van de Nederlanden, HBuitgevers, Baarn,
- Helmut Gaus (2007): Alexandre Gendebien en de organisatie van de Belgische revolutie van 1830, Academia Press, Gent,
- Kossmann, E.H. (1984): De Lage Landen 1780-1940. Anderhalve eeuw Nederland en België, Elsevier, Amsterdam/Brussel,
- Witte, E. (2006): De Constructie van België, 1828-1847, Lannoo.